# Amerikanistiek

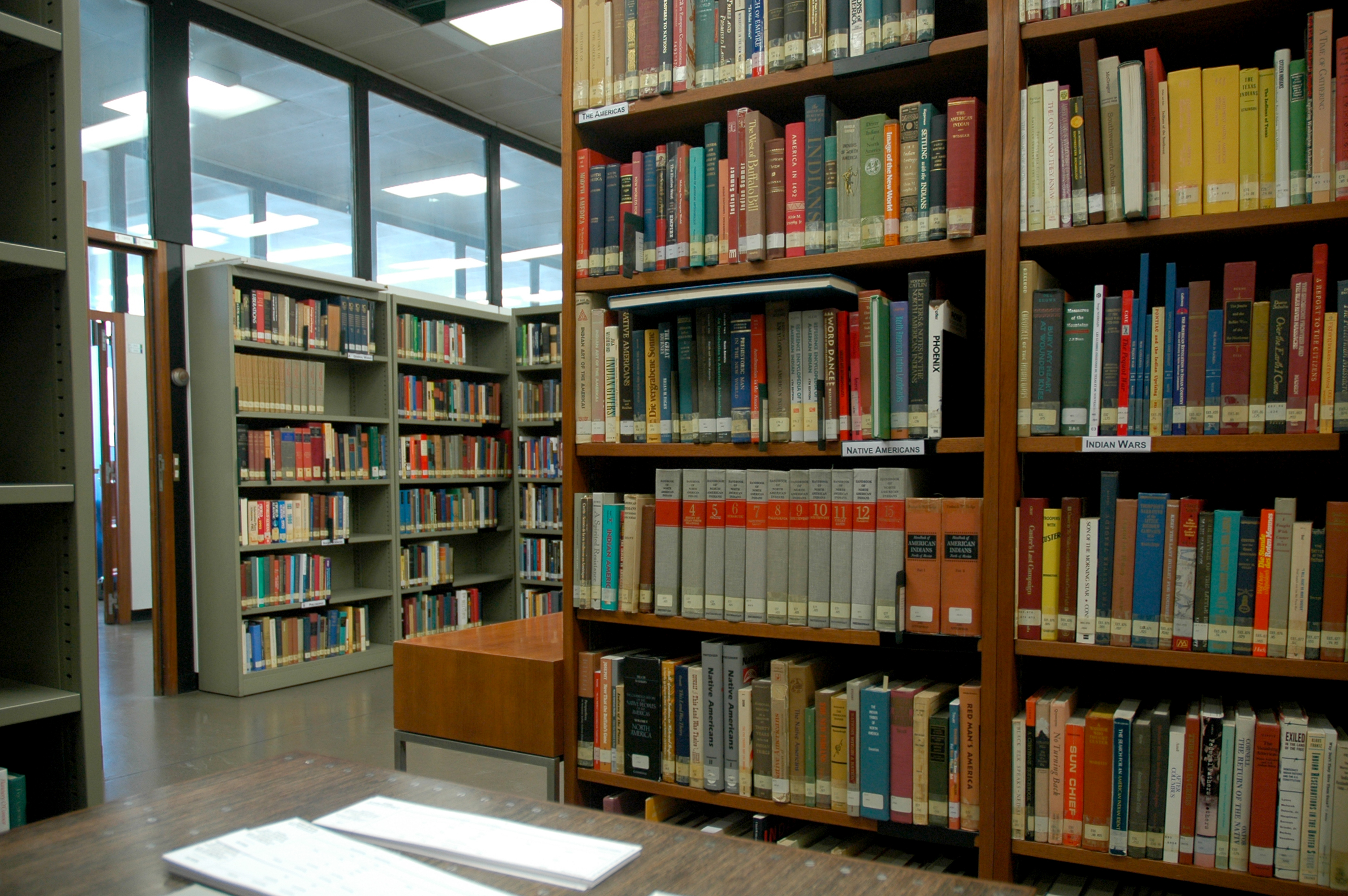
Bibliotheek van American Studies in de Koninklijke Bibliotheek van België

Amerikanistiek (Engels: American Studies) is de interdisciplinaire studie van de Verenigde Staten. Allerlei maatschappelijke en culturele aspecten van dat land worden bestudeerd, zoals Amerikaanse letterkunde, geschiedenis, cultuur, kunst, media, politiek en recht. Op die manier probeert men inzicht te krijgen in de identiteit van de Amerikaanse samenleving.

## Onderzoek en opleidingen in Europa
Na de Tweede Wereldoorlog en tijdens de Koude Oorlog probeerde de Amerikaanse overheid amerikanistiek in verschillende Europese landen aan te prijzen. Vooral in het Verenigd Koninkrijk en Duitsland is amerikanistiek uitgegroeid tot een prominent studiegebied. In 1955 werd de British Association for American Studies opgericht. Internationaal verenigen amerikanisten zich in de European Association for American Studies (EAAS) en de American Studies Association (ASA), die ook de American Quarterly uitgeeft. In Brussel is het Center for American Studies gevestigd en in Berlijn bestaat het John F. Kennedy-Institute for North American Studies. Verschillende universiteiten bieden opleidingsprogramma's amerikanistiek aan.
Opleidingen in Nederland bestuderen naast de culturele ook de buitenlands-politieke relaties tussen de Verenigde Staten en de rest van de wereld. Amerikanistiek wordt in Nederland als studierichting of bachelor/masteropleiding gegeven aan de Radboud Universiteit te Nijmegen (studierichting van de bacheloropleiding Engelse Taal en Cultuur), de Rijksuniversiteit Groningen en de Universiteit Utrecht (minorprogramma amerikanistiek binnen de bachelor, gevolgd door een volledige masteropleiding) en de Universiteit van Amsterdam (apart studietraject binnen de bachelor Geschiedenis, alsook een minorprogramma amerikanistiek binnen de bachelor en een volledige masteropleiding). Verder bieden de Universiteit van Amsterdam, de Universiteit Leiden, en de Universiteit Utrecht een masteropleiding in de amerikanistiek aan. De Rijksuniversiteit Groningen biedt als enige Nederlandse universiteit een volledig bachelorprogramma aan, inclusief een propedeuse in amerikanistiek. De amerikanistiekopleidingen worden verenigd in de Netherlands American Studies Association, waarin ook het Roosevelt Institute for American Studies in Middelburg is vertegenwoordigd.
In België en Luxemburg worden amerikanisten verenigd in de Belgian Luxembourg American Studies Association. Tot 2018 werd er een interuniversitaire master-na-masteropleiding (manama) in American Studies aangeboden door de Universiteit Gent, de Universiteit Antwerpen, de VUB en de KU Leuven, waarvan de lessen in Gent en Brussel plaatsgrepen.